# Большая Ельня
Большая Ельня — село в составе Кстовского района Нижегородской области. Входит в Большеельнинский сельсовет.

## Население
| 2002 | 2010 |
| ---- | ---- |
| 606  | ↘603 |

## Достопримечательности
- Храм Николая Чудотворца (РПЦ). Каменный трёхпрестольный храм, построенный в 1798 году. Закрыт в 1930-е годы, частично разрушен в 1940-е годы. В 1994 году были начаты восстановительные работы и возобновлены регулярные богослужения[2]. Имеет статус памятника градостроительства и архитектуры[3].
- Детский санаторий «Большая Ельня» (основан в 1963 году, площадь территории 7 га)[3].

## Памятники археологии
- Стоянка Большая Ельня-5 (II тыс. до н.э.);
- Стоянка Большая Ельня-6 (II тыс. до н.э., XIII – начало XV вв.);
- Стоянка Большая Ельня-7 (II тыс. до н.э., XIII – начало XV вв.);
- Селище Большая Ельня-8 (XIII – начало XV вв.);
- Стоянка Большая Ельня-9 (II тыс. до н.э.);

## Памятники истории
- Могила Мухина Виктора Петровича (1924-1983 гг.), Героя Советского Союза;
- Могила Аверьянова Евгения Петровича (1923-1983 гг.), кавалера Ордена Славы трех степеней.[3]

## «Церковь Путина»
На въезде в село со стороны Нижнего Новгорода, возле входа на территорию детского санатория, находится здание так называемой «Церкви Путина». Рядом с ним расположен коттедж её создательницы «матушки Фотинии» (Светланы Фроловой) с табличкой «Обитель в честь образа Пресвятой Богородицы «Воскрешающая Русь». Светлана Фролова в 1990-е годы зарабатывала «целительством», а в 2002 году основала свою «обитель». Она заявляет, что под её руководством будет спасена не только Россия, но и вся Земля, в чём ей поможет дух апостола Павла, «воплотившийся» во Владимире Путине.